# Pardosa pusiola
Pardosa pusiola este o specie de păianjeni din genul Pardosa, familia Lycosidae. A fost descrisă pentru prima dată de Thorell, 1891. Conform Catalogue of Life specia Pardosa pusiola nu are subspecii cunoscute.